# Тангачи (Татарстан)
Тангачи — деревня в Лаишевском районе Татарстана. Входит в состав Рождественского сельского поселения.

## География
Находится в западной части Татарстана на расстоянии приблизительно 12 км по прямой на запад от районного центра города Лаишево в 1,5 км от Куйбышевского водохранилища.

## История
Основана в период Казанского ханства. Упоминалась также как Томгачи, Перепутье, Ятманы, Ятманка. Принадлежала татарским князьям Яушевым, в XVIII веке часть жителей переселилась в Уфимскую губернюю, другая — в соседнюю деревню Сингели. Русские крестьяне из Пензенской губернии были поселены здесь в конце XVII века помещиком Молоствовым. Деревня также принадлежала (с 1799 года) помещице А. Н. Родионовой, в 1820-х годах — полковнику Мергасову.

## Население
Постоянных жителей было: в 1782 году — 123 души мужского пола, в 1897 — 622, в 1908 — 660, в 1920 — 675, в 1926 — 779, в 1938 — 634, в 1949 — 419, в 1958 — 343, в 1970 — 256, в 1979 — 172, в 1989 — 109, в 2002 — 210 (русские 58 %, татары 42 %), 203 — в 2010.